# Utawarerumono: Mask of Deception
Utawarerumono: Mask of Deception (jap. Originaltitel: うたわれるもの 偽りの仮面 Utawarerumono Itsuwari no Kamen) ist ein Strategie-Rollenspiel für PlayStation 3, PlayStation 4, PlayStation Vita und Windows aus dem Jahr 2015. Es wurde entwickelt vom japanischen Studio Leaf und ist der Nachfolger zu dem 2002 veröffentlichten Utawarerumono, das auf dem westlichen Markt jedoch erst ab 2020 mit dem Titel Prelude to the Fallen verfügbar wurde. 2016 erschien eine Fortsetzung mit dem Titel Utawarerumono: Mask of Truth.

## Beschreibung
Mask of Deception ist der Nachfolger zu Utawarerumono: Prelude to the Fallen, ist inhaltlich jedoch eigenständig. Die männliche Spielerfigur erwacht mit Gedächtnisverlust in einem Wald, wo er von der herumreisenden Apothekerin Kuon aufgefunden wird. Sie nimmt ihn mit zurück in die Zivilisation des Landes Yamato und er begibt sich auf die Suche nach seiner Identität. In der Hauptstadt des Landes übernimmt die fortan Haku genannte Spielfigur eine Anstellung am kaiserlichen Hof an und gerät dadurch immer tiefer in die Konflikte und Intrigen der Spielwelt. Die Handlung ist linear aufgebaut, das Ende wird von der Fortsetzung Utawarerumono: Mask of Truth aufgegriffen.
Mask of Deception vermischt die Erzählweise einer Visual Novel mit dem Kampfsystem eines Strategie-Rollenspiels. Die rundenbasierten Gefechte, von denen es insgesamt 17 gibt, werden auf einem schachbrettartig aufgebauten Kampfbildschirm ausgetragen. Verschiedene Elemente wie Höhenunterschiede, Wetter, Terrain und anderes haben taktische Auswirkungen auf das Kampfgeschehen. Der Spieler kann einen Kampf um bis zu 50 Züge zurückspulen und bei Niederlagen beliebig oft wiederholen. Mit Reaktionstest können eigene Aktionen verstärkt und gegnerische Attacken abgeschwächt werden. Die Ausrüstung des Spielfiguren kann nicht ausgetauscht werden, Varianz entsteht durch die vorab auswählbaren Komboangriffen und Abwehrfertigkeiten.
Das Spiel erschien in Japan im September 2015. Begleitend zum Spiel erschien im selben Jahr unter dem gleichen japanischen Titel eine Anime-Serie, auf dem westlichen Markt erschienen unter dem Titel Utawarerunomo: The False Faces. Im Frühjahr 2017 brachten Atlus und Deep Silver das Spiel für PlayStation 4 und Vita in einer englisch lokalisierten Fassung für die westlichen Märkte heraus. 2020 wurde das Spiel auch für den PC portiert.

## Rezeption
Das Spiel erhielt gemischte Kritiken.

„Stimmiger, aber sehr erzähllastiger Mix aus Visual Novel und Taktik-Rollenspiel.“

„Die Welt von Tears to Tiara fand ich etwas interessanter als das kalte Yamato – aber das ist Geschmacksache. Vor allem die Mischung aus Visual Novel und rundenbasierter Taktik hebt Utawarerumono von anderen ”Lesespielen” ab. Die strategischen Kämpfe sind nicht sonderlich komplex, lockern das Geschehen aber auf und geben dem Abenteuer etwas mehr Drama mit auf den Weg. Gut geschriebene Texte und ein wendungsreicher Plot entschädigen für die eher unsympathische Hauptfigur.“

In der ersten Verkaufswoche in Japan erreichte die Vita-Fassung mit 26.252 Einheiten Platz 4 der Gesamtverkaufscharts, die PS4-Fassung Platz 8 mit 18.635 Einheiten und die PS3-Fassung Platz 14 mit 10.693 Einheiten (Gesamt: 55.580 Einheiten).